# پرت (ایندیانا)
پرت (به انگلیسی: Perth) یک منطقهٔ مسکونی در ایالات متحده آمریکا است که در شهرستان کلی، ایندیانا واقع شده‌است. پرت ۱۹۲٫۰۳ متر بالاتر از سطح دریا واقع شده‌است.